# Megastethodon carbonarius
Megastethodon carbonarius är en insektsart som beskrevs av Victor Lallemand 1927. Megastethodon carbonarius ingår i släktet Megastethodon och familjen spottstritar. Inga underarter finns listade i Catalogue of Life.